# Death Before Dishonor (2022)
Death Before Dishonor 2022 fue un Pago por visión de lucha libre profesional producido por la promoción estadounidense Ring of Honor (ROH). Tendrá lugar el 23 de julio de 2022 en el Tsongas Center en Lowell, Massachusetts. Es el decimonoveno evento en la cronología de Death Before Dishonor. También es el primer evento en vivo de ROH bajo la propiedad del presidente de All Elite Wrestling (AEW) Tony Khan.

## Producción
Durante la conferencia de prensa para Forbidden Door el 26 de junio, el presidente de All Elite Wrestling (AEW) Tony Khan, quien también es propietario de Ring of Honor, anunció que Death Before Dishonor se llevará a cabo el 23 de julio de 2022 en el Tsongas Center en Lowell, Massachusetts.

## Resultados
- Zero Hour: Colt Cabana derrotó a Anthony Henry (con JD Drake).
  - Cabana cubrió a Henry después de un «Moonsault».
  - Durante la lucha, Drake interfirió a favor de Henry.
- Zero Hour: Trustbusters (Ari Daivari & Slim J) derrotaron a Shinobi Shadow Squad (Eli Isom & World Famous CB).
  - Daivari cubrió a Isom después de un «Frog Splash».
- Zero Hour: The Embassy (Brian Cage, Toa Liona & Kaun) (con Prince Nana) derrotaron a Tony Deppen, Alex Zayne & Blake Christian.
  - Cage cubrió a Deppen después de un «Running Kick Slam».
- Zero Hour: Willow Nightingale derrotó a Allysin Kay.
  - Willow cubrió a Kay después de un «Gut-Wrench Bomb».
- Claudio Castagnoli derrotó a Jonathan Gresham (con Prince Nana) y ganó el Campeonato Mundial Indiscutido de ROH.
  - Castagnoli cubrió a Gresham después de un «Ricola Bomb».
- Dalton Castle & The Boys (Brandon Tate & Brent Tate) derrotaron a The Righteous (Vincent, Bateman & Dutch) (con Vita VonStarr) y ganaron el Campeonato Mundial de Tríos de ROH.
  - Castle cubrió a Bateman después de un «Bang-A-Rang».
  - Durante la lucha, VonStarr interfirió a favor de The Righteous.
- Wheeler Yuta derrotó a Daniel Garcia y retuvo el Campeonato Puro de ROH.
  - Yuta cubrió a Garcia con un «Roll-Up».
- Rush (con José the Assistant) derrotó a Dragon Lee.
  - Rush cubrió a Lee después de un «Bull’s Horns».
- Mercedes Martinez derrotó a Serena Deeb y retuvo el Campeonato Mundial Femenino Indiscutido de ROH.
  - Martinez forzó a Deeb a rendirse con un «Brass City Sleeper».
- Samoa Joe derrotó a Jay Lethal (con Sonjay Dutt & Satnam Singh) y retuvo el  Campeonato Mundial Televisivo de ROH.
  - Joe forzó a Lethal a rendirse con un «Coquina Clutch».
  - Antes de la lucha, Lethal & Singh atacaron a Joe, pero el árbitro terminó expulsando a Singh de ringside.
  - Durante la lucha, Dutt interfirió a favor de Lethal.
- FTR (Cash Wheeler & Dax Harwood) derrotaron a The Briscoes (Jay Briscoe & Mark Briscoe) en un 2-out-of-3 Falls Match y retuvieron el Campeonato Mundial en Parejas de ROH.
  - Jay cubrió a Harwood después de un «Doomsday Device». (0-1)
  - Harwood cubrió a Jay después de un «Big Rig». (1-1)
  - Harwood cubrió a Jay después de un «Mindbreaker». (2-1)
  - Después de la lucha, ambos equipos se dieron la mano en señal de respeto.
  - Después de la lucha, Blackpool Combat Club (Claudio Castagnoli & Wheeler Yuta) confrontaron a FTR.
  - El Campeonato en Parejas de la IWGP y el Campeonato Mundial en Parejas de AAA de FTR no estuvieron en juego.